# Астон Мартин DB7 Загато
Астон Мартин DB7 Вантидж Загато е лимитиран модел на Астон Мартин, базиран на DB7. Дизайнът е дело на италианското дизайнерско студио Загато и Хенрик Фискер. Има две версии - купе и кабриолет.
Автомобилът е представен на изложението в Париж през 2002 г. и веднага постъпват поръчки за всичките 99 екземпляра. Още един е произведен за музея на фирмата. Произведен е на скъсената с 211 мм платформа на Астон Мартин DB7 Вантидж Воланте, като също така е и по-лек с 60 кг. Двигателят е модофицирана версия на шестлитровия V12 агрегат на нормалния DB7. Максималната скорост възлиза на 299 км/ч, а ускорението от място до 100 км/ч става за 4,9 секунди. Цената на купе версията е 250.000 долара.